# Міжнародна школа україністики НАН України
Міжнародна школа україністики Національної академії наук України (МШУ) — структурний підрозділ Національної академії наук України, що діє на базі Київського національного університету. Створена в 1991 році за ініціативою Міжнародної асоціації україністів. Входить до складу Відділення літератури, мови та мистецтвознавства НАН України. Завданням школи є дослідження та розгортання співпраці в галузі україністики із залученням широкого кола молодих науковців і студентів як в Україні, так і за її межами.

## Історія
Першим керівником школи був Ігор Осташ. При школі була створена Вчена рада. До першого складу ввійшли академік Іван Дзюба (голова), Микола Жулинський (віцепрезидент), Марина Гримич (учений секретар), письменниці Соломія Павличко і Оксана Забужко, культуролог Оксана Пахльовська. У вченій раді були представлені зарубіжні науковці: Олександр Гаркавець (президент Асоціації україністів Казахстану), Григорій Грабович (президент Міжнародної асоціації україністів (МАУ), професор Гарвардського університету), професори Свен Густавссон (університет Уппсали, Швеція), Джузеппе Дель Агата (Пізанський університет, Італія), Джеймс Дінглі (президент Британської асоціації україністів (БАУ), Вацлав Жидліцький (Карлів університет у Празі), Стефан Козак (Варшавський університет), Роман Шпорлюк (Мічиганський університет), Богдан Кравченко (віцепрезидент МАУ в Канаді), Марко Павлишин (президент Австралійської асоціації україністів, професор університету ім. Монаша)
У 1991—2012 роках МШУ проводила Літні школи з метою вивчення української мови та культури. На кількатижневих сесіях, що проходили на базі Київського університету, брали участь до 50 слухачів з країн Європи й Америки. Вони підвищували кваліфікацію з української мови. Відвідували історико-культурні та наукові установи Києва, пам'ятки архітектури, музеї, здійснювали екскурсії до Канева, Умані, Чернігова. До проведення навчання залучалися провідні фахівці НАН України та КНУ імені Тараса Шевченка, а також інших навчальних закладів Києва.
У 1999 році, після того, як школу очолив завідувач кафедри полоністики Київського національного університету Ростислав Радишевський, вона перетворилася на повноцінну науково-дослідну установу. Важливе місце у роботі школи зайняли українсько-польські зв'язки.

## Напрямки діяльності
Діяльність МШУ спрямована на збереження самоідентифікації українства у світі та здійснюється по таких напрямках:
- аналіз особливостей функціонування українознавства в осередках української діаспори та навчальних закладах Європи й Америки;
- співробітництво з міжнародними науковими інституціями щодо проведення спільних досліджень у галузі україністики (круглі столи та конференції), а також обмін досвідом задля створення спільного інформаційного простору (радіо- і телепрограми, засоби масової інформації, використання Інтернет-ресурсів);
- поширення українознавчої літератури на світових теренах та організація спільних проєктів із написання та видання наукової й спеціальної літератури за участю провідних фахівців НАН України.[3]

## Наукові видання
«Київські полоністичні студії» — збірник наукових праць, який видається з 1999 року кафедрою полоністики Інституту філології КНУ ім. Т. Г Шевченка та Міжнародною школою україністики. У збірнику висвітлюються актуальні проблеми сучасного полоністичного літературознавства і мовознавства у широкому слов'янському контексті з першорядною увагою до питань польсько-українських літературних контактів, явищ пограниччя в мові, літературі й культурі, проблем етнолінгвістики, лінгвокультурології, граматики й лексикології польської та інших слов'янських мов, методичних проблем сучасної української полоністики. Незмінний науковий редактор та упорядник Ростислав Радишевський.
Разом з Інститутом філології КНУ ім. Тараса Шевченка та Інститутом літератури ім. Т. Г. Шевченка НАН України з 2002 року видає збірник праць «Студії з україністики».
У 2011 році МШУ з Київським національним університетом та Інститутом літератури започаткувала серію «Літературні палімпсести», у якій вперше друкуються найменш висвітлені аспекти зарубіжного літературознавства, публіцистики та художньої україністики.